# Данков, Станислав Игоревич
Станислав Игоревич Данков (род. 26 мая 1978) — российский футболист, полузащитник, игрок в пляжный футбол. Тренер.

## Биография
На любительском уровне с 1997 года играет за команды Санкт-Петербурга и области. Во втором дивизионе выступал за клубы «Спартак-Орехово» Орехово-Зуево (1998), «Зенит-2» (2002), «Пикалёво» (2003), «Волочанин-Ратмир» Вышний Волочёк (2004).
В чемпионате России по пляжному футболу в 2006—2013 годах играл за команду IBS СПб. Чемпион России 2007 года. Игрок и главный тренер пляжных клубов «BSC Petro Stars» (2015), «Петроградец» (2015—2017).